# Список (Цілком таємно)

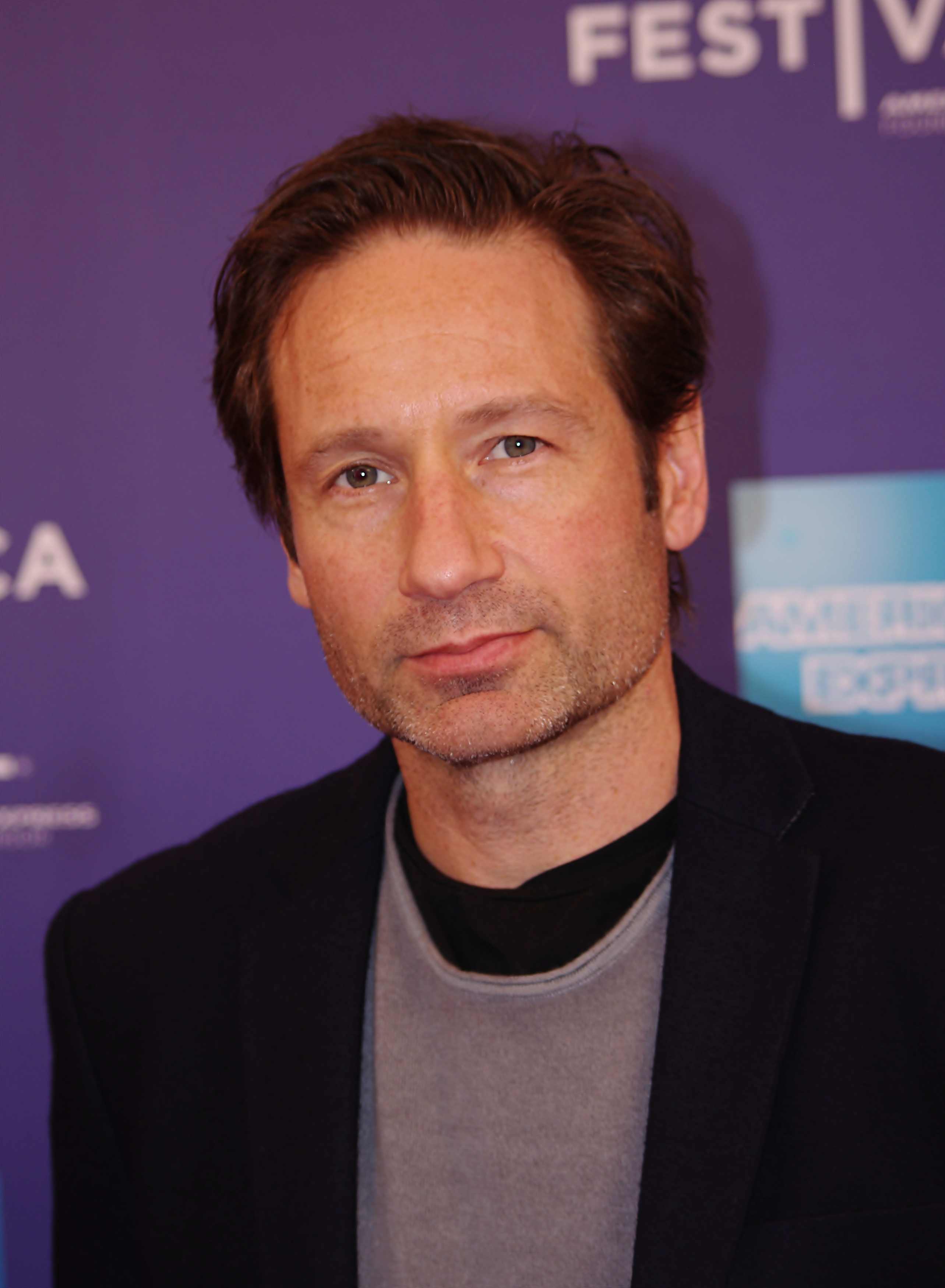

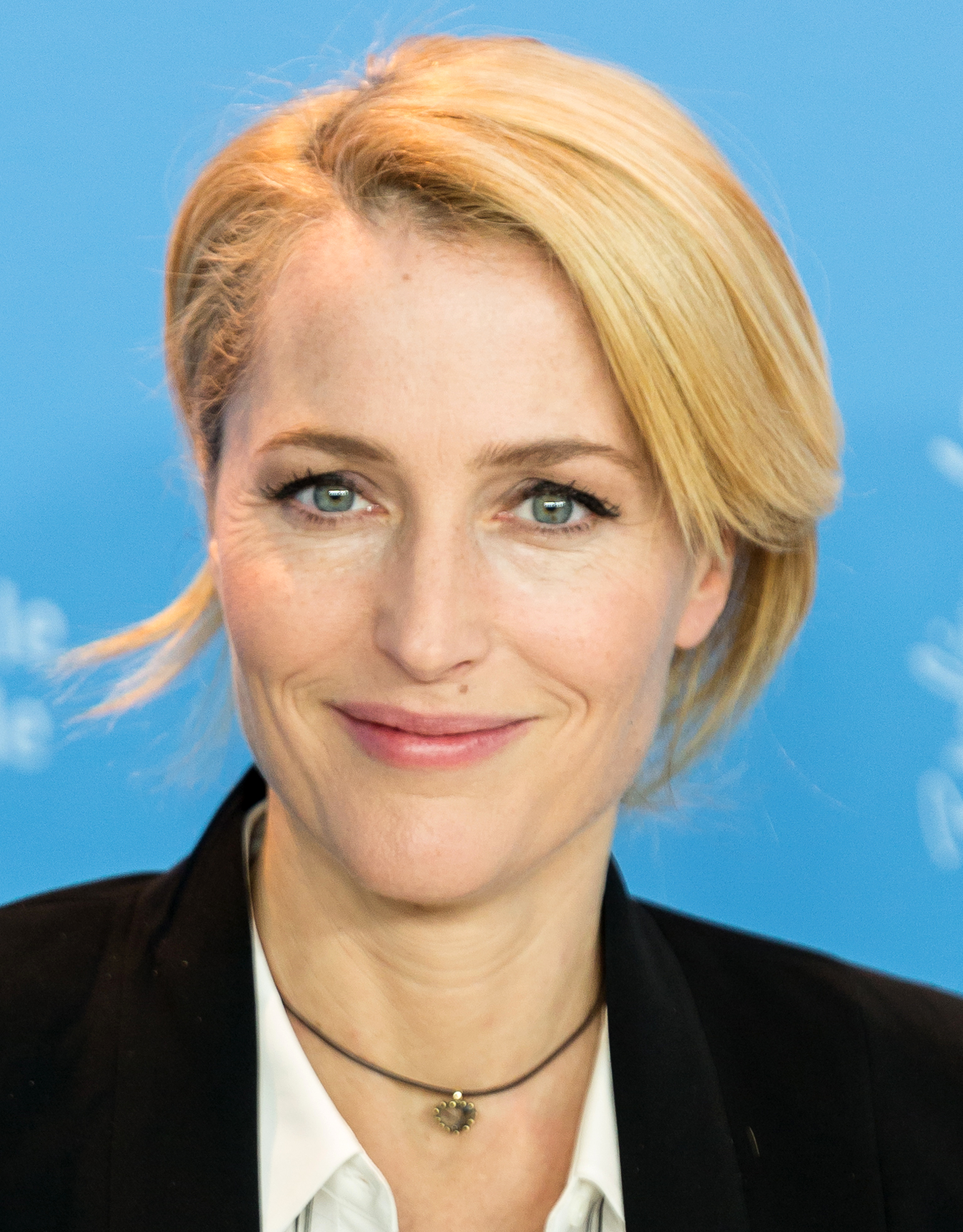

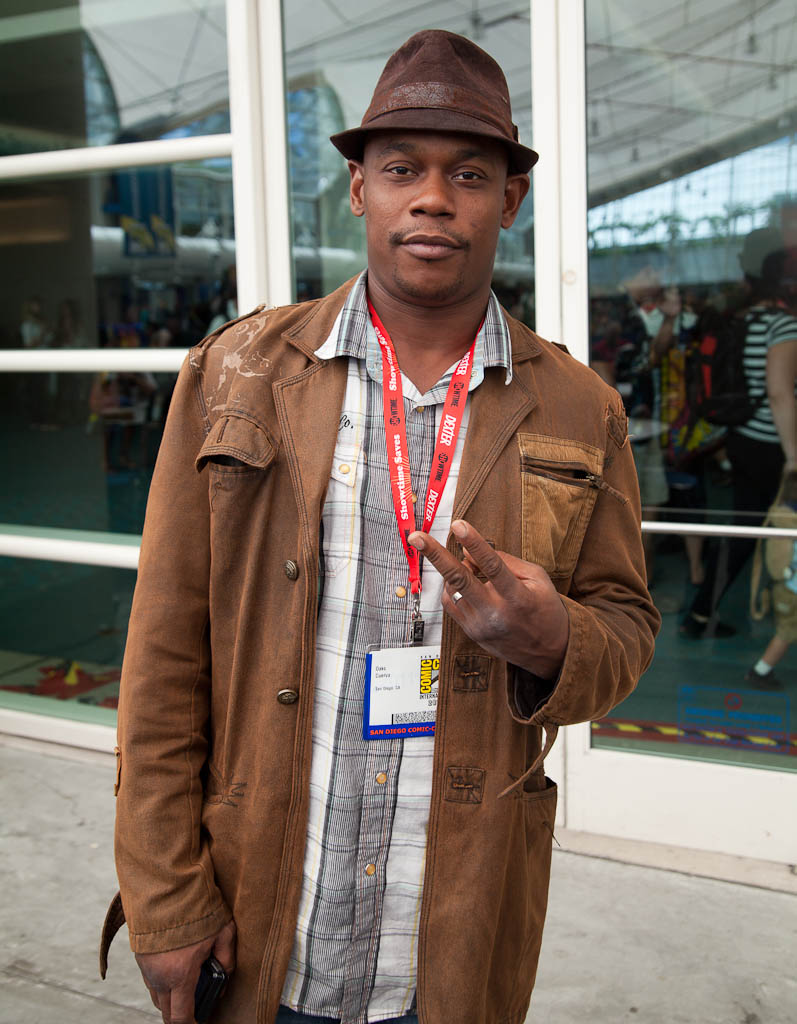

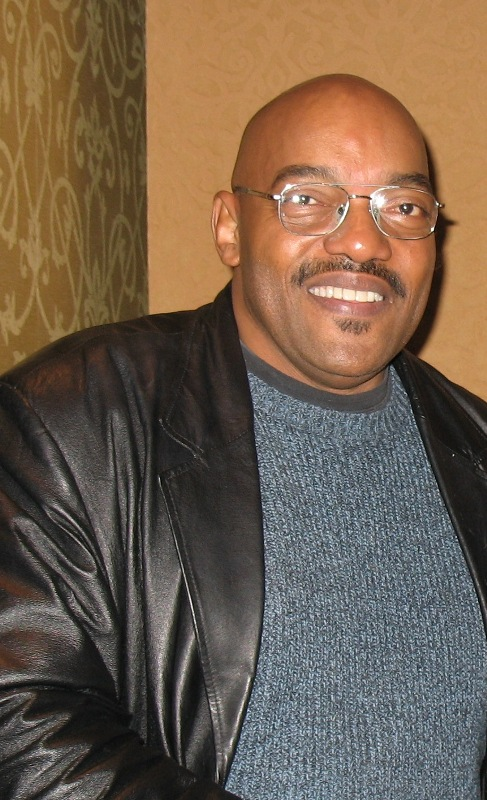

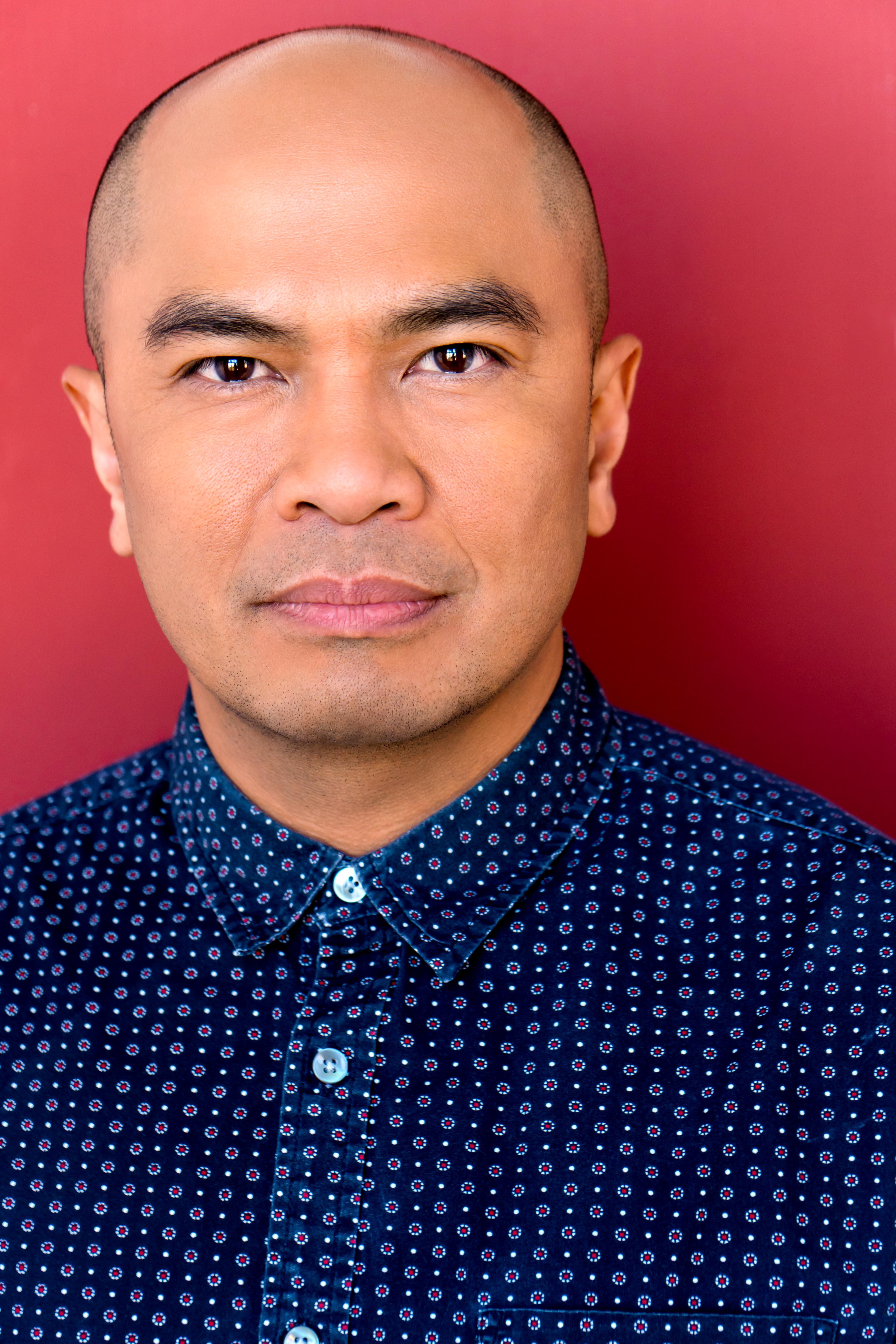

«Список» — п'ята серія третього сезону американського науково-фантастичного серіалу «Цілком таємно». Вперше була показана на телеканалі Фокс 20 жовтня 1995 року. Сценарій до нього написав Кріс Картер, він же був і режисером, оскільки серія «Дуейн Беррі», в якій Картер теж був одночасно і сценаристом, і режисером, виявилась дуже вдалою. Ця серія отримала рейтинг Нільсена в 10.8 балів і її подивились 16.372 млн осіб. Епізод отримав позитивні та змішані відгуки від критиків.
Серіал розповідає про двох агентів ФБР Фокса Малдера (роль виконав Девід Духовни) та Дейну Скаллі (роль виконала Джилліан Андерсон), які розслідують паранормальні випадки, що називають «файли X». В цій серії агенти розслідують серію вбивств, яка сталась після того, як в'язень перед стратою заявив, що реінкарнується та помститься всім, хто з ним погано поводився.

## Сюжет
Наполеона Ніча Менлі, засудженого до страти, ведуть до електричного стільця у в'язниці в Флориді. Коли йому дають останнє слово перед стратою, він каже, що реінкарнується та помститься п'яти людям, які жорстоко з ним поводились у в'язниці.
І згодом його обіцянка починає збуватися. В його колишній камері знайшли мертвого охоронця. Агенти Малдер та Скаллі починають розслідувати цю справу. Керівник в'язниці Бродер (роль виконав Джей Ті Волш) вважає, що Менлі завчасно з домовився з кимось, щоб той здійснив вбивство. Коли Скаллі заходить в душову кімнату для в'язнів, там охоронець Вінсент Пермелі таємно повідомляє Скаллі, що в'язень на ім'я Рокі знає список майбутніх жертв Менлі.
Згодом ув'язнені знайшли голову іншого охоронця у відрі з фарбою. Під час розтину з'ясовується, що в цій голові повно личинок зеленої мухи. Легені першого охоронця теж були заповнені личинками. Тим часом Малдер розмовляє з Роком. Рок просить Малдера перевести його у іншу в'язницю в обмін на решту списка. Згодом Бродер знаходить обезголовлене тіло охоронця в своєму кабінеті. Малдер обшукує камеру Менлі, та робить висновок, що він був помішаний на реінкарнації. Агенти їдуть щоб поговорити із вдовою Менлі Деніель. А тим часом охоронці виводять Рока в душову кімнату і керівник в'язниці вимагає повідомити йому решту списку. Рок лише каже, що Бродер останній в цьому списку, повідомити більше він відмовляється. Бродер б'є його до смерті. Після того, як агенти дізнаються про смерть Рока, Малдер не вірить, що Рок був в тому списку. Малдер переконує Бродера сказати йому ім'я ката. Коли агенти приїжджають до ката додому, вони знаходять його мертвим та напівз'їденим личинками на горищі.
Малдер розпитує іншого в'язня, Сперанзу, про список, але той лише каже, що Рока не було в списку. Сперанза також каже, що бачив Менлі після страти «живішим за живого». Агенти з'ясовують, що Менлі дуже часто дзвонив своєму адвокату Денні Шарезу. Агенти опитують адвоката та дізнаються про романтичні стосунки вдови Менлі та охоронця Вінсента Пармели. Як тільки агенти йдуть, воскреслий Менлі вбиває адвоката. Тим часом Бродер заходить в камеру до Сперанзи та пропонує йому зупинити вбивства в обмін на пом'якшення вироку.
Агенти починають спостерігати за вдовою Менлі і бачать, що, дійсно, в неї романтичні стосунки з Пармелі. Агенти підозрюють, що саме Пармелі здійснював вбивства і вирішують його заарештувати. Тим часом Деніел бачить в своєму домі Менлі і лякається до напівсмерті. Вона бере револьвер і йде до Пармелі, думаючи, що Менлі реінкарнувався в нього. Вона вбиває Пармелі. Бродер, думаючи що Шарез та Пармелі були в списку, вважає, що Сперанза не дотримався своєї обіцянки, тому відводить його в душову кімнату та вбиває. Агенти кладуть всю відповідальність за вбивства на Пармелі.
Але вже по дорозі з Флориди Малдер раптом зупиняється, і каже Скаллі, що щось не сходиться. Пармелі був на зміні лише під час одного із вбивств і він не міг знати хто є катом. Тим часом Бродер іде на машині і бачить у дзеркало, що Менлі сидить на задньому сидінні. Менлі змушує Бродера в'їхати в дерево, після чого Бродер помирає. Агенти все це бачать.

## Створення
Сценаристом і одночасно режисером цієї серії був Кріс Картер. Він вирішив знов спробувати себе в цих двох ролях одночасно після успіху серії першого сезону «Дуейн Беррі», в якій він теж був одночасно режисером і сценаристом. Зйомки відбувались в Ванкувері. Знімальній команді знадобилось 10 днів щоб побудувати декорації для зйомок в'язниці, через що вони перевищили бюджет. Ті самі декорації будуть згодом використані в серіях «Місце, де живуть духи» та «Дівчино, підведись».
На зйомках використовували реальні личинки. Джиліан Андерсон сказала що це найскладніші тварини, з якими комусь доводилось працювати на зйомках. Хоча в деяких сценах був використаний рис щоб створити вигляд личинок. Також зйомка автомобільної аварії в кінці серії стала найскладнішим каскадерським трюком в сезоні.

## Знімались
| Актор              | Роль                 |
| ------------------ | -------------------- |
| Девід Духовни      | Фокс Малдер          |
| Джилліан Андерсон  | Дейна Скаллі         |
| Кен Форі           | Вінсент Пармелі      |
| Бокім Вудбайн      | Саймон Рок           |
| Баджа Джола        | Наполеон «Ніч» Менлі |
| Ейпріл Грейс       | Деніел Менлі         |
| Джей Ті Волш       | керівник тюрми       |
| Джозеф Патрік Фінн | капелан              |
| Міг Макаріо        | татуйований в'язень  |